# American National Standards Institute
ANSI je americká standardizační organizace, sídlící ve Washingtonu. Celým názvem se jmenuje American National Standards Institute, tedy Americký národní standardizační institut. Je to nezisková organizace, která vytváří průmyslové standardy ve Spojených státech. Je členem organizace ISO a IEC.
ANSI standardy mají vliv na mnoho oblastí. Např. v programování ANSI standardizuje znakovou sadu ASCII. Fotografický expoziční ISO systém převzal celý svět. 
ANSI byl založen 19. října 1918 jako American Engineering Standards Committee a reorganizován na American Standards Association v roce 1928. Roku 1966 byl reorganizován jako United States of America Standards Institute. Roku 1969 bylo změněno jméno na American National Standards Institute.
V operačním systému MS Windows se označuje jako ANSI také některé národní kódování podporované systémem, např. CP-1250 pro český jazyk. Jsou podobné normě ISO 8859-2, ale nejsou identické.
V oblasti telekomunikací existuje řada ANSI standardů pro mobilní telefonii, které jsou protějškem, případně soupeří se systémy NMT a GSM vyvinutými v Evropě: AMPS, D-AMPS, cdmaOne, CDMA2000.

## Historie
- 1919–1928 AESC, anglicky American Engineering Standards Committee
- 1928–1966 ASA, anglicky American Standards Association
- 1966–1969 USASI, anglicky United States of America Standards Institute
- 1969–současnost ANSI, anglicky American National Standards Institute